# Mariamme (stolica tytularna)
Mariamme (łac. Dioecesis Mariammitanus) – stolica historycznej diecezji w cesarstwie rzymskim i w Bizancjum w prowincji Syria (Syria Secunda), współcześnie w Syrii. W starożytności w mieście Mariamme, założonym przez Heroda Wielkiego i nazwanym na cześć jednej z jego żon o imieniu Mariamme, znajdowała się siedziba biskupa. Współcześnie antyczne Mariamme lokalizuje się w miejscu średniowiecznej twierdzy Krak des Chevaliers. 
Miejscowa diecezja w pierwszych wiekach chrześcijaństwa należała do metropolii Apamei w obrębie jurysdykcji patriarchatu antiocheńskiego. Z tego okresu (V / VI w.) znanych jest kilku biskupów, m.in. uczestniczących w soborach powszechnych: 
- Paulus (451 r.)
- Magnus (458 r.)
- Cyrus (518 r.)
- Ætherius (536 r.)[3]

W okresie krucjat doszło przejściowo do utworzenia łacińskiego biskupstwa Mariamme. 
Obecnie Mariamme to katolickie biskupstwo tytularne. Do 1925 jako Mariama, następnie jako Mariamme. 

## Biskupi tytularni
| Lp. | Biskup                             | Funkcja | Od                | Do                  |
| --- | ---------------------------------- | --- | ----------------- | ------------------- |
| 1   | Martín Rücker Satomayor            | administrator apostolski Chillán (Chile)                                                                            | 13 marca 1923     | 14 grudnia 1925     |
| 2   | Denis Joseph O’Connell             | biskup senior Richmond (USA)                                                                                        | 15 stycznia 1926  | 1 stycznia 1927     |
| 3   | Franciszek Lisowski                | biskup pomocniczy lwowski (II RP, dziś Ukraina)                                                                     | 20 lipca 1928     | 27 stycznia 1933    |
| 4   | Józef Gawlina                      | biskup polowy Wojska Polskiego (II RP, PSZ – do 1947)                                                               | 15 lutego 1933    | 29 lipca 1952       |
| 5   | Georges Désiré Raeymaeckers OPraem | wikariusz apostolski Buty (Kongo Belgijskie, dziś Kongo)                                                            | 4 lutego 1953     | 10 listopada 1959   |
| 6   | Czesław Sipowicz MIC               | wizytator apostolski dla diaspory wiernych Białoruskiego Kościoła Greckokatolickiego, przełożony generalny marianów | 2 lipca 1960      | 4 października 1981 |
| 7   | Włodzimierz Tarasewicz OSB         | wizytator apostolski dla diaspory wiernych Białoruskiego Kościoła Greckokatolickiego                                | 1 lipca 1983      | 2 stycznia 1986     |
| 8   | Claudiu-Lucian Pop                 | biskup kurialny arcybiskupstwa większego Fogaraszu i Alba Iulia                                                     | 21 listopada 2011 | 14 kwietnia 2021    |